# Reino de Northumbria
Northumbria (/nɔːrˈθʌmbriə/; en antiguo sajón: Norþanhymbra; en nórdico antiguo: Norðimbraland, nombre que refleja su ubicación al norte del estuario del Humber) fue uno de los reinos de los anglos, mencionado en el siglo XII por Enrique de Huntingdon como parte de la Heptarquía anglosajona-juta, los dominios establecidos por los pueblos germánicos que comenzaron a invadir Gran Bretaña a finales del siglo V, cuando ya hacía casi 70 años que había sido abandonada por las legiones romanas.
Fundada por anglos bajo el mando de Etelfrido (Ethelfrith) en lo que hoy es el noreste inglés en el año 593 a partir de la unión de otros dos reinos menores, Bernicia y Deira, floreció en el siglo VII, llegando a extenderse por las Tierras Altas escocesas y Gales, desde el Humber hasta el Forth. Tuvo su capital en Whitby, sede del célebre sínodo homónimo que decidió en favor del rito cristiano romano frente al irlandés para ser implantado en tierras británicas.
El territorio northumbrio fue ocupado por los daneses en el siglo IX y se integró al reino de Inglaterra en 829, de la mano de las conquistas de Egberto de Wessex.
El condado que se formó después estaba limitado al sur por el río Tees y al norte por el río Tweed (lo que hoy en día es similar a la región moderna del Noreste de Inglaterra) y fue reconocido como parte de Inglaterra por el Tratado de York de 1237 entre Inglaterra y Escocia. Berwick-upon-Tweed, que se sitúa al norte del Tweed, fue definido como súbdito de las leyes de Inglaterra por el Acta de Gales y Berwick de 1746. El territorio que una vez fue parte de Northumbria durante su apogeo es administrado hoy en día por regiones diferentes, como el Noreste de Inglaterra (Bernicia), Yorkshire y Humber (Deira), Noroeste de Inglaterra (Cumbria), los Scottish Borders, West Lothian, Edimburgo, Midlothian y East Lothian.
Actualmente, Northumbria es la región Noreste de Inglaterra. El nombre se usa en los títulos de la Policía de Northumbria (la cual administra Northumberland y Tyne y Wear) y la Universidad de Northumbria (ubicada en Newcastle), y también ha sido adoptado por la Junta de Turismo de Inglaterra para referirse al Noreste de Inglaterra.

## Historia
Northumbria originalmente estaba compuesta por la unión de dos reinos dependientes, Bernicia y Deira. Bernicia cubría el territorio norte del río Tees, mientras Deira correspondía a lo que hoy en día es aproximadamente Yorkshire. Bernicia y Deira fueron unidos por primera vez por Etelfrido, un rey de Bernicia que conquistó Deira alrededor del año 604. Fue derrotado y murió en 616 en una batalla cerca del río Idle a manos de Raedwald, rey de Anglia Oriental, quien instaló a Edwin, el hijo de Aella, un antiguo rey de Deira, como el nuevo rey de Northumbria.
Edwin de Northumbria, que aceptó el cristianismo en 627, pronto se convirtió en el rey más poderoso de Inglaterra: fue reconocido como Bretwalda y conquistó la isla de Man y el reino de Gwynedd, en el norte de Gales. Sin embargo, fue derrotado por una alianza entre el rey exiliado de Gwynedd, Cadwallon ap Cadfan, y Penda, rey de Mercia, en la batalla de Hatfield Chase en 633.

### Reinado de Oswaldo

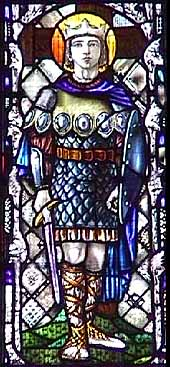
Vidriera del rey Oswaldo de Northumbria en la catedral de San Oswaldo en Gloucester.

Al morir Edwin, Northumbria se dividió otra vez entre Bernicia, donde Eanfrido, un hijo de Etelfrido, se hizo con el poder, y Deira, donde gobernaba un primo de Edwin, Osric. Cumbria tendió a permanecer una tierra fronteriza con los britanos. Los dos monarcas se reconvirtieron al paganismo y ambos murieron en combate un año después, mientras Cadwallon seguía su devastadora invasión de Northumbria. Después de la muerte de Eanfrido, su hermano, Oswaldo, respaldado por guerreros enviados por Domnall Brecc de Dalriada, derrotó y dio muerte a Cadwallon en la batalla de Heavenfield en 634.
A partir de entonces, Oswaldo expandió considerablemente su reino. Incorporó tierras de Gododdin al norte del fiordo de Forth y gradualmente extendió su dominio hacia el oeste, rodeando los reinos de Rheged y Strathclyde. Por tanto, Northumbria no solo formó parte de lo que hoy en día es el norte de Inglaterra, sino que también cubrió bastante del sureste de Escocia.
El rey Oswaldo reintrodujo el cristianismo en el reino, pero esta vez lo hizo encargándole a San Aidan, un monje irlandés de la isla escocesa de Iona, la tarea de convertir su pueblo al cristianismo. Esto llevó a la introducción del cristianismo celta, diferente del catolicismo romano. Se fundó un monasterio en Lindisfarne, probablemente en honor a su par isleño de Iona.
Sin embargo, la guerra con Mercia continuó. En 642, Oswaldo murió a manos de Penda en la batalla de Maserfield. En 655, Penda lanzó una invasión contra Northumbria con la ayuda de Ethelwaldo de Deira, pero sufrió una devastadora derrota a manos de Oswiu, el sucesor de Oswaldo, en la batalla de Winwaed. La batalla marcó una etapa importante en el destino de Northumbria: Penda murió en ella y Oswiu consiguió la supremacía sobre Mercia, convirtiéndose en el rey más poderoso de Inglaterra.

### Religión

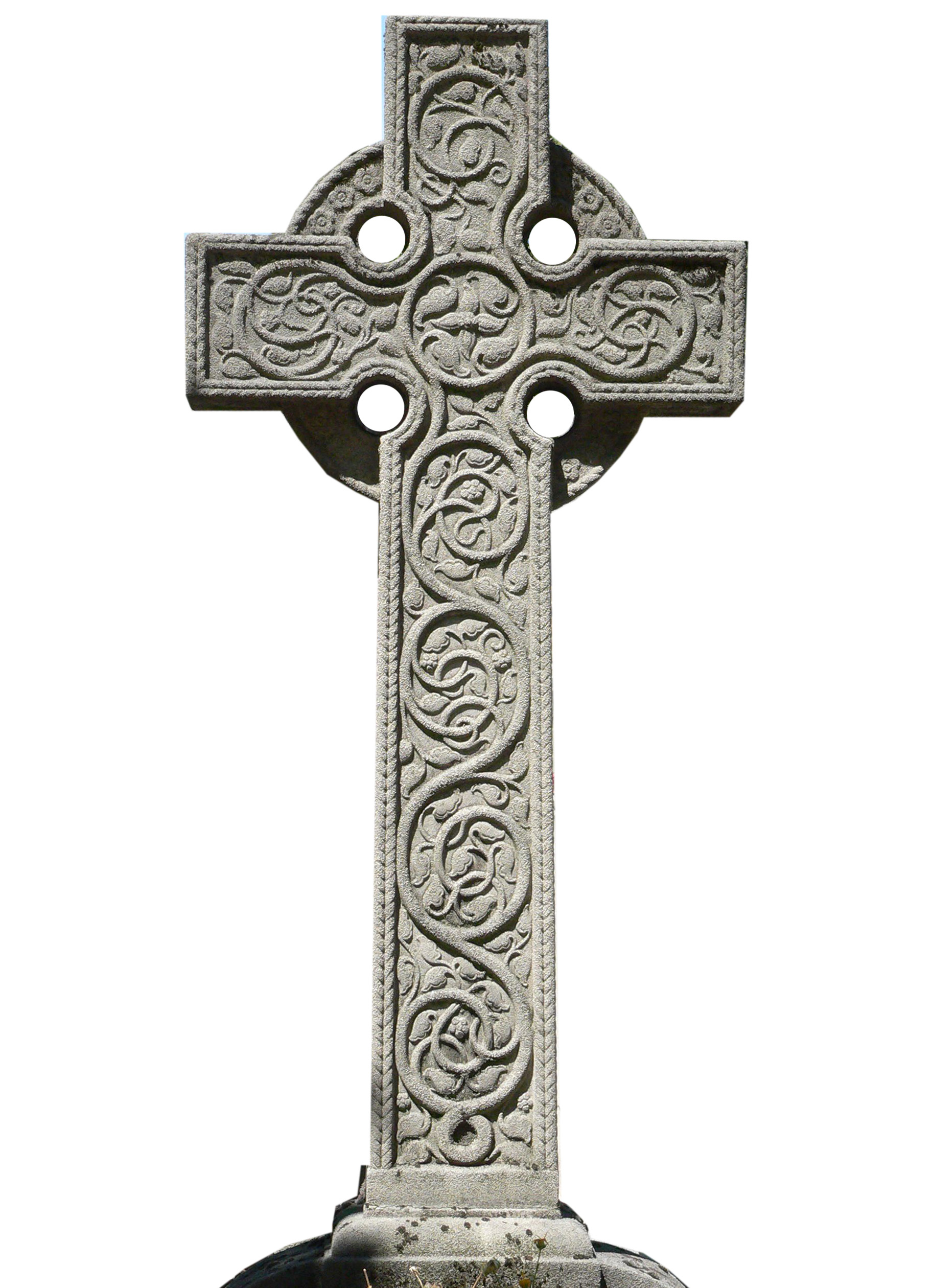
Cruz celta.

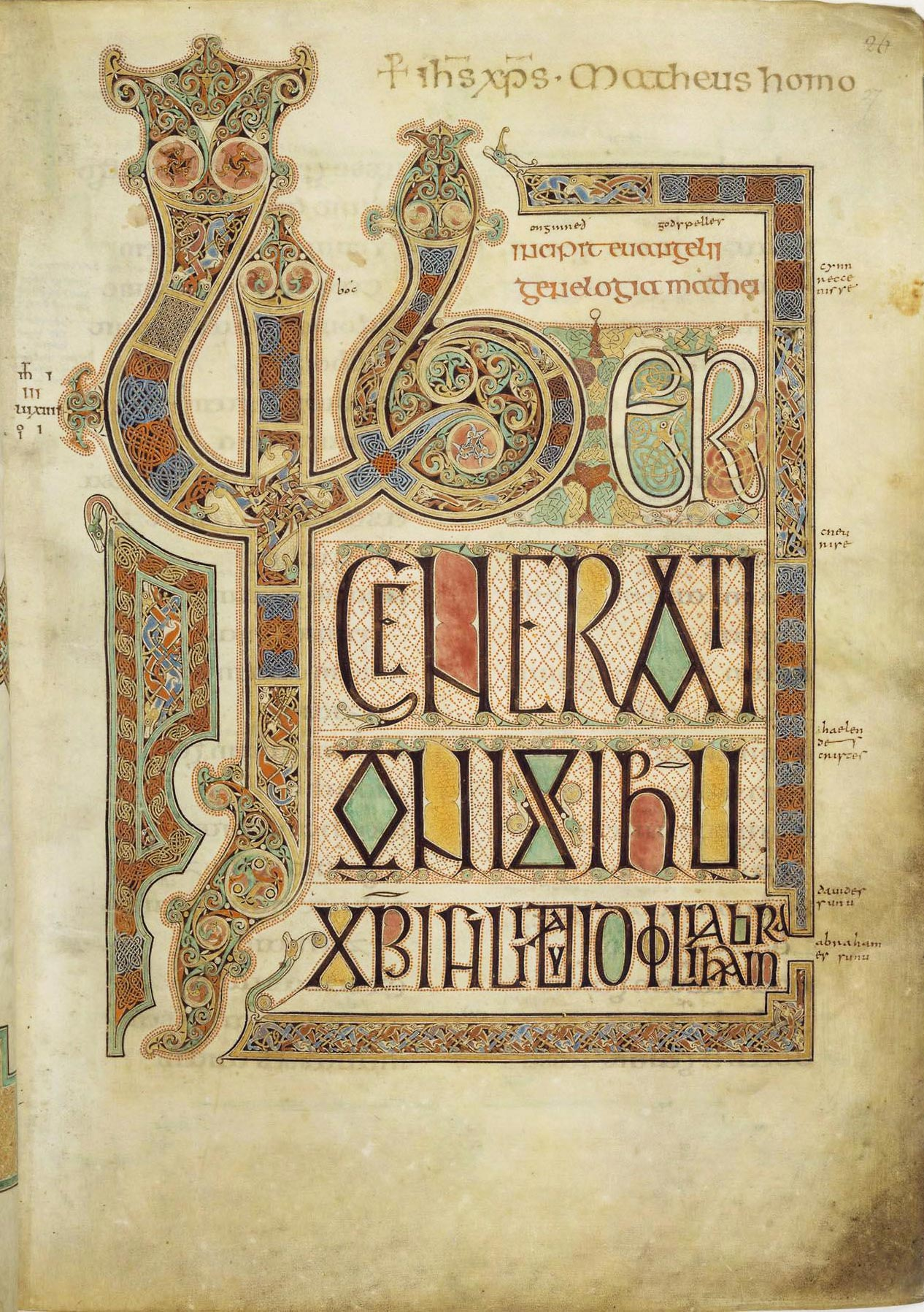
Una de las páginas de los Evangelios de Lindisfarne.

En el año 664 un gran sínodo tuvo lugar en Whitby para discutir la controversia de la fecha de las fiestas de Pascua. Muchos conflictos se habían manifestado entre las prácticas de la Iglesia celta en Northumbria y las creencias de la Iglesia Católica. Finalmente, Northumbria fue persuadida de retomar las creencias de la fe católica, y el obispo celta, Colman de Lindisfarne, volvió a Iona.

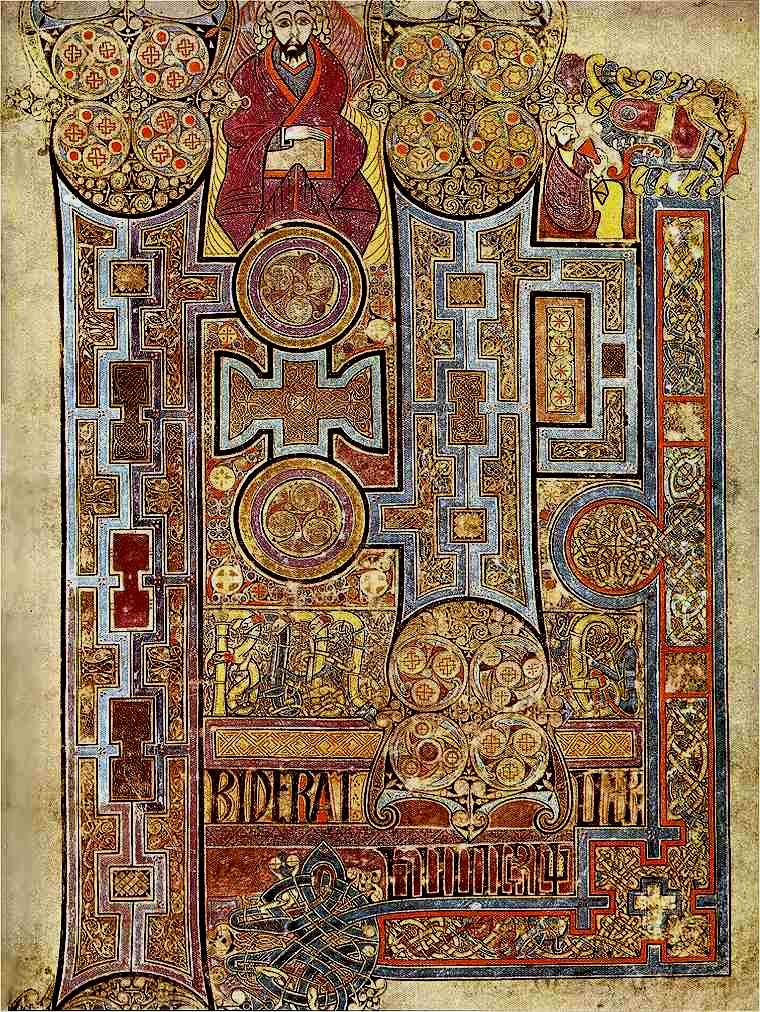
Libro de Kells, folio 292r, introducción al Evangelio de Juan («In principio erat verbum»).

El reino fue afamado como centro religioso y artístico. Inicialmente Northumbria fue cristianizada por monjes de la Iglesia Celta, y esto llevó al florecimiento de la vida monástica, con un estilo de arte religioso único que combinaba estilos anglosajones y celtas. Después del sínodo de Whitby en 664 la Iglesia Celta y la Romana se unieron. Sin embargo, el estilo único de arte religioso fue preservado y promovido, cuyo ejemplo más famoso son los Evangelios de Lindisfarne.

### Apogeo y decadencia
Northumbria perdió el control de Mercia a finales de los años 650, después de una revuelta exitosa comandada por el hijo de Penda, Wulfhere, pero recuperó la supremacía hasta sufrir una desastrosa derrota por los pictos en la batalla de Nechtansmere en 685. El rey de Northumbria, Egfrido (hijo de Oswiu), fue derrotado, y su poder en el norte fue gravemente amenazado. El reinado pacifista de Aldfrido, el medio hermano y sucesor de Egfrido, logró limitar el daño hecho, pero fue desde ese punto que el poder de Northumbria empezó a decaer, y la inestabilidad continuó después de la muerte de Aldfrido, acaecida en 704.
Una serie de invasiones escocesas redujeron Northumbria aún más hasta convertirla en un condado que se estrechaba desde el Humber hasta el Tweed, y por mucho tiempo Northumbria fue disputada entre los emergentes reinos de Inglaterra y Escocia. Los duques de Northumbria mantuvieron un nivel de independencia de ambos reinos, pero hubo largos periodos de conflictos por el dominio del condado.

### Invasión normanda y partición del reino

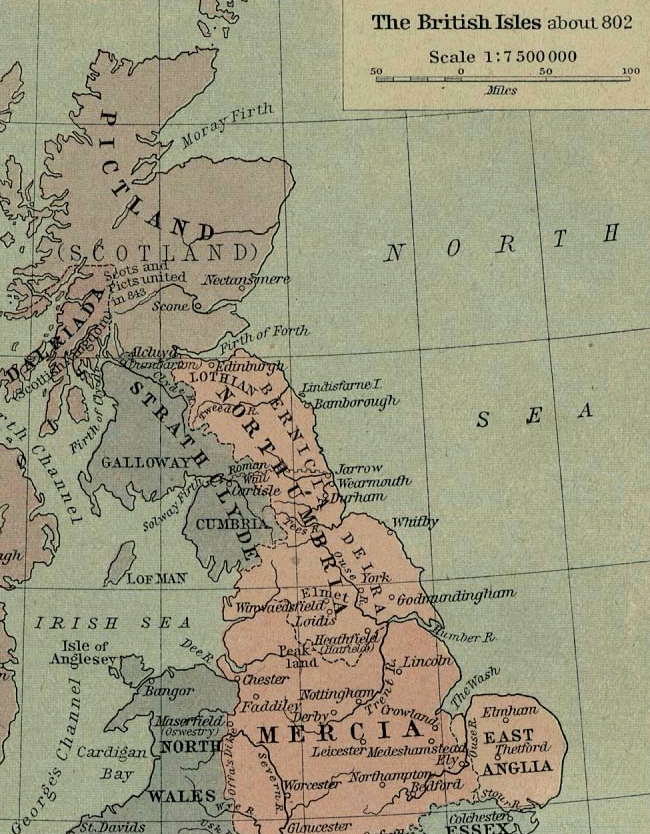
Mapa de las islas británicas h. 802 en que figura el reino de Northumbria.

Guillermo el Conquistador se convirtió en rey de Inglaterra en 1066. Pronto se dio cuenta de que era necesario controlar Northumbria, que había permanecido virtualmente independiente de los reyes de Inglaterra, para proteger su reino de la invasión escocesa. Para reconocer la remota independencia de Northumbria y asegurarse que Inglaterra estuviera adecuadamente defendida de los escoceses, Guillermo ganó la alianza del obispo de Durham y del duque, confirmando sus poderes y privilegios. Sin embargo, esto causó rebeliones antinormandas. Por lo tanto Guillermo intentó instalar a Robert de Comines, un noble normando, como duque de Northumbria, pero antes de que Comines pudiera ocupar el cargo, él y 700 de sus hombres fueron masacrados en la ciudad de Durham. En venganza, Guillermo guio a su ejército contra Northumbria en una sangrienta campaña, un evento que se conoce como la Masacre del Norte. Ethelwino, el obispo anglosajón de Durham, intentó escapar de Northumbria en el momento de la matanza con tesoros de Northumbria, pero fue capturado y encarcelado, muriendo en la cárcel; su sede quedó vacante.
Para calmar las revueltas y protestas, el hijo de Guillermo, Guillermo Rufus, decidió dividir Northumbria. William de St. Carilef fue nombrado Obispo de Durham, y también se le fue otorgando poderes de Duque para la región meridional de los ríos Tyne y Derwent, que formó el Condado de Durham. El resto, la región septentrional de los ríos, se convirtió en Northumberland, donde los poderes políticos del obispo de Durham se limitaban a solo ciertos distritos, y el duque siguió rigiendo como súbdito del trono inglés.
La ciudad de Newcastle fue fundada por los normandos en 1080 con el fin de dominar la región y el importante punto estratégico del río Tyne.

### Edad Media
La región tuvo una larga historia de disturbios y revueltas en contra del poder establecido, como se vio en la Peregrinación de Gracia y el Levantamiento del Norte en los tiempos de la Casa de Tudor. La mayor razón fue la fuerza del catolicismo en el área después de la Reforma religiosa que instauró el anglicanismo. Ello llevó a un fervoroso sentimiento jacobita tras la Restauración inglesa. La región cobró la fama de ser un condado salvaje, donde fugitivos y separatistas se escondían de la ley, ya que era mayoritariamente rural y poco poblada. Sin embargo, después de la unión de Escocia e Inglaterra, en 1603, la paz volvió a ser instaurada.

## Reyes de Northumbria
| Reinado                                    | Nombre         | Notas |
| ------------------------------------------ | -------------- | --- |
| 593 - 616                                  | Etelfrido      | Primer rey de Nothumbria. Rey de Bernecia que conquistó Deiria.                                                                                      |
| 616 - 12 de octubre de 632                 | Edwin          | Rey de Deira, que se convirtió en monarca de Northumbria y por lo tanto de Bernicia también. Murió en batalla a manos de Cadwallon ap Cadfan. Santo. |
| 634 - 5 de agosto de 641                   | Oswaldo        | Hijo de Etelfrido. Dio muerte a Cadwallon. Rey de Northumbria. Murió a manos de Penda de Mercia. Santo.                                              |
| 654 - 15 de febrero de 670                 | Oswiu          | Hijo de Etelfrido. Logró unificar los reinos y Dejó de ser Rey de Bernicia en el año 344, para convertirse en rey de toda Northumbria.               |
| Febrero de 670 - 20 de mayo de 685         | Egfrido        | Hijo de Oswiu. Murió en batalla contra los Pictos. El poder del reino fue gravemente comprometido por la derrota.                                    |
| 20 de mayo de 685 - 14 de diciembre de 704 | Aldfrido       | Medio hermano de Egfrido. |
| Finales de 704 - principios de 705         | Eadwulf        | Usurpó el trono dado que Osred apenas era un niño cuando su padre murió.                                                                             |
| 705 - 716                                  | Osred I        | Hijo de Aldfrido. |
| 716 - 718                                  | Conred         | |
| 718 - 29 de mayo de 729                    | Osric          | Hijo de Aldfrido. Adoptó a Ceolwulfo como su heredero.                                                                                               |
| 729 - otoño de 731                         | Ceolwulf       | Un fallido golpe de Estado en el otoño de 731 le obligó a dejar el trono por un corto tiempo.                                                        |
| 731 - invierno de 737/738                  | Ceolwulf       | Su poder fue restaurado, pero luego abdicó para convertirse en monje.                                                                                |
| 737 - 758                                  | Edberto        | Primo de Ceolwulf. Abdicó para que su hijo fuera rey, y luego se convirtió en monje.                                                                 |
| 758 - 759                                  | Oswulf (Osulf) | Asesinado por sus sirvientes. |
| 759 - 765                                  | Ethelwald Moll | Destronado. |
| 765 - 774                                  | Alhred         | Destronado y exiliado. |
| 774 - 779                                  | Ethelred I     | Destronado. |
| 779 - 23 de septiembre de 788              | Elfwald I      | Asesinado. |
| 788 - 790                                  | Osred II       | Destronado y exiliado. |
| 790 - 18 de abril de 796                   | Ethelred I     | Retomó el trono. |
| 796                                        | Osvaldo        | Se exilió después de un reinado de apenas 27 días.                                                                                                   |
| 14 de mayo de 796 - 806/808                | Eardwulfo      | Destronado. |
| 806/808 - 808/810                          | Elfwaldo II    | |
| 808 - 810                                  | Eardwulfo      | Retomó el trono. |
| 810 - 841                                  | Enred          | Hijo de Eardwulfo. |
| 840/841 - 844                              | Ethelred II    | Destronado. |
| 844                                        | Redwulfo       | Usurpador del trono. |
| 844 - c. 848/849                           | Ethelred II    | Retomó el poder. |
| C. 848/849 - 862/863                       | Osberto        | Destronado. |
| 862/863/867 - 23 de marzo de 867           | Aelle          | Usurpador, asesinado por los daneses]junto a Osberto.                                                                                                |
| 867 - 21 de marzo de 867                   | Osberto        | Asesinado por los daneses junto al usurpador Aelle.                                                                                                  |